# Amycle amabilis
Amycle amabilis (лат.) — вид полужесткокрылых насекомых из семейства фонарницы.

## Распространение
Центральная Америка: Мексика.

## Описание
Мелкие и среднего размера фонарницы, отличающиеся необычной формой головы. Длина тела самцов 14 мм (голова 3,4 мм), основная окраска желтовато-коричневая. Головной выступ вытянутый, с параллельными сторонами, дорзо-вентрально сплющенный (сверху плоский, снизу выпуклый). Задние голени с 4-5 шипиками. Вид был впервые описан в 1842 году под первоначальным названием Fulgora amabilis Westwood, 1842, а его валидность подтверждена в ходе ревизии, проведённой в 1991 году американским энтомологом Луисом Б. О’Брайеном (Lois B. O’Brien; Entomology, Florida A & M University, Таллахасси, Флорида, США) и назван в честь Дж. В. Манкинса (Dr. J. V. Mankins).